# Bandipur
Bandipur est une ville du Népal située dans le district de Tanahu, dans la zone de Gandaki. Au recensement de 2011, la ville comptait 12 450 habitants.